# Gaston Alibert
Gaston Jules Louis Antoine Alibert (ur. 24 lutego 1878 w Paryżu, zm. 26 grudnia 1917 tamże) – francuski szermierz, dwukrotny medalista olimpijski.
Na igrzyskach olimpijskich w Paryżu w 1900 roku zajął siódme miejsce w turnieju indywidualnym szpadzistów. W rundzie finałowej przegrał sześć z ośmiu pojedynków. Brał też udział w igrzyskach olimpijskich w Londynie w 1908 roku, gdzie zdobył dwa medale. Najpierw wspólnie z Alexandre’em Lippmannem, Bernardem Gravierem, Eugène’em Olivierem, Hermanem Bergerem, Charles’em Collignonem i Jeanem Sternem zwyciężył w szpadzie drużynowej. Złoty medal zdobył również w turnieju indywidualnym, wygrywając pięć z siedmiu walk rundy finałowej. Na podium wyprzedził Lippmanna i Oliviera.
Nie zdobył medalu mistrzostw świata.
Walczył na froncie zachodnim podczas I wojny światowej. Zmarł w trakcie wojny na gruźlicę.